# Christian Fürst

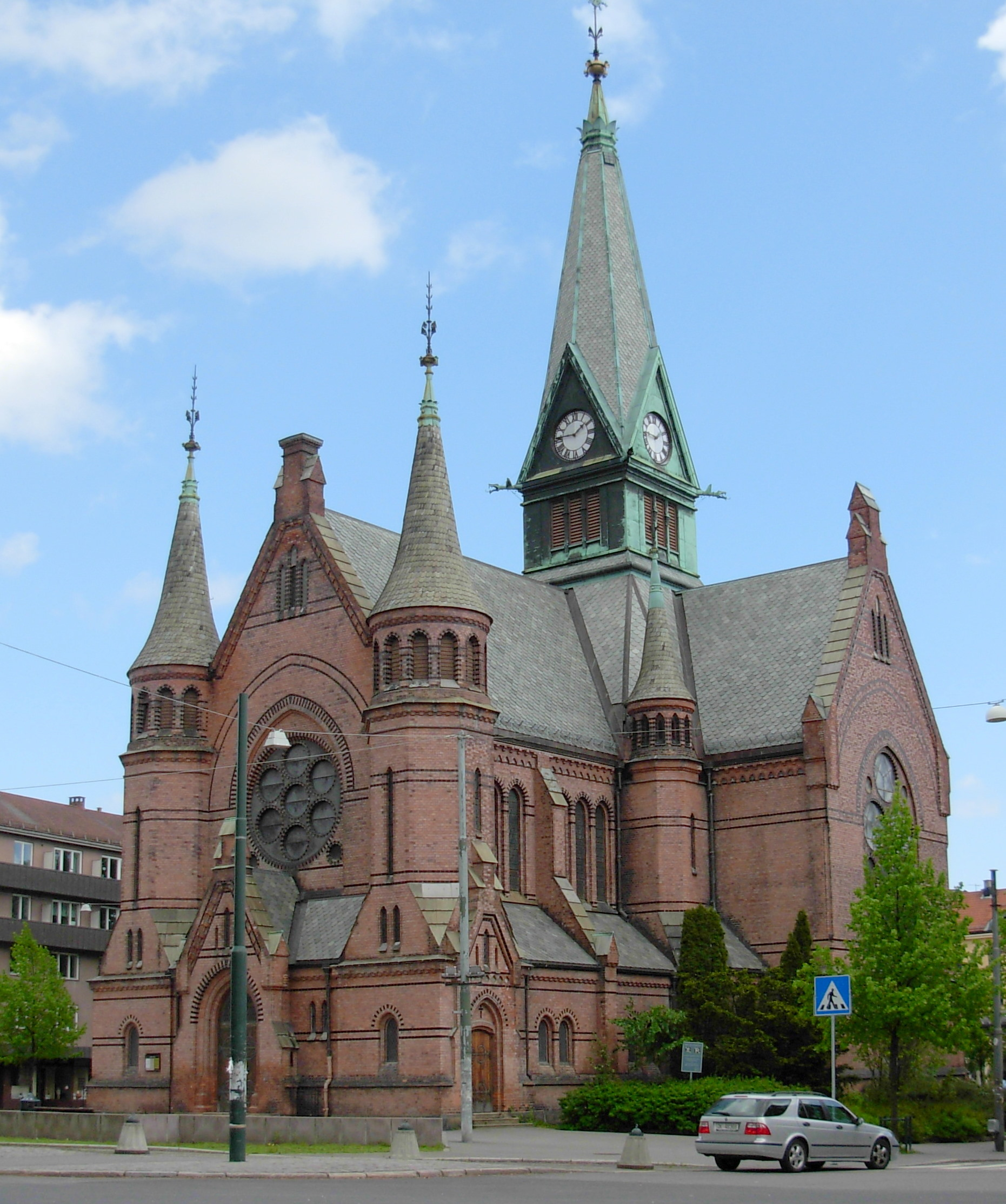
Photographie de l'église de Sagene vue du parc de Gråbeinsletta.

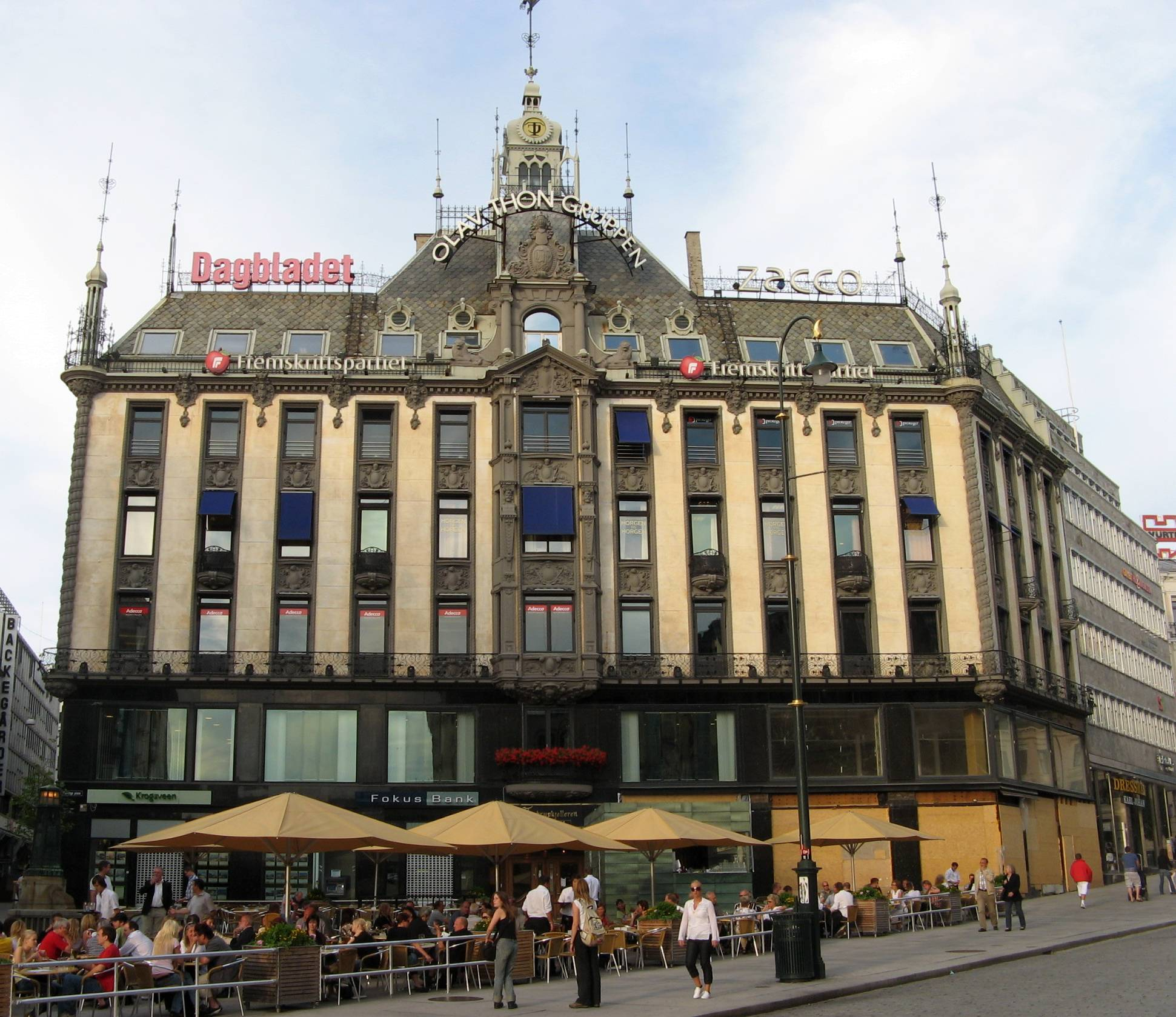
Tostrupgården

Christian Fürst, né le 15 avril 1860 et mort le 8 janvier 1910, est un architecte norvégien.

## Biographie
Christian Fürst naît à Christiania (aujourd'hui Oslo), en Norvège. Il est le fils de Hans Siegwardt Fürst (1826-1894) et d'Anna Cathrine Thalette Backer (1834-1921). Ses frères sont le médecin Valentin Fürst, Sr. (1870-1961) et l'architecte Hans Siegwardt Backer Fürst (1877-1945). Par le biais du premier, il est l'oncle du réalisateur Walter Fyrst (1901-1993) et du médecin Valentin Fürst, Jr.

### Carrière
Il étudie à l'école technique de Kristiania (aujourd'hui Oslo University College) et à l'Université Technique de Berlin (Technische Universität Berlin), où il obtient son diplôme en 1882. Jusqu'en 1885, il est alors assistant du professeur Johannes Otzen. Après un séjour à Kristiania, Fürst retourne à Berlin pour étudier à l'Académie des Arts de Berlin (Königliche Akademie der Künste zu Berlin) de 1889 à 1891. Il est également l'assistant de l'architecte Paul Wallot jusqu'en 1892, date à laquelle il retourne en Norvège. Il ouvre un cabinet d'architectes à Kristiania en 1896. Son frère, Hans Backer Fürst, devient associé en 1902,,.
Parmi ses oeuvres remarquables sont l'Église de la Trinité (Trefoldighetskirken) à Arendal et l'église de Sagene à Oslo. Tostrupgården, un bâtiment commercial monumental sur Karl Johans gate à Oslo, est construit entre 1896 et 1898 en coopération avec Waldemar Hansteen et Torolf Prytz,,. Il participe également à la reconstruction d'Ålesund après l'incendie de la commune en 1904.